# Кит Џарет
Кит Џарет (енгл. Keith Jarrett; Алентаун, Пенсилванија, 8. мај 1945), је амерички пијаниста и композитор. Почео је каријеру у оркестрима Арта Блејкија, Чарлса Лојда и Мајлса Дејвиса, да би се од седамдесетих година наовамо прославио као композитор, вођа сопственог оркестра и соло извођач, како у џезу, тако и у класичној музици. У својој импровизацији, Џарет везује различите правце музике: џез, класичну музику, блуз, госпел и фолк.
У класичној музици се опробао пуно пута, наступајући и снимајући клавирске концерте В. А. Моцарта, "Добро темперовани клавир" и сонате Ј. С. Баха, онда дела Хендла и Шостаковича.
Као члан бенда Мајлса Дејвиса гостовао је на једном од два концерта у Београду 1971. године, што је забележено на Дејвисовом албуму "Another Bitches Brew: Two Concerts in Belgrade".

## Соло клавир
1971. године Кит Џарет издаје албум соло клавира под називом Facing You.
Почиње са соло наступима, где без икакве претходне припреме ствара музику на сцени.
Његов најпознатији соло концерт снимљен је у Келну 1975. и састоји се од сат и по времена непрестане импровизације.
Овај концерт који умало није отказан (Џарету у Келн није стигао његов клавир) постао је један од најпродаванијих џез албума свих времена.
Остали снимљени соло концерти су у Бремену и Лозани (1973), Паризу (1988), Бечу (1991) и миланском театру „Ла Скала“ (1995).

## Трио и квартет
Први Џаретов трио, из 1968. године и са којим је свирао повремено седамдесетих година, чинили су бубњар Пол Моушан (Paul Motian) и басиста Чарли Хејден. 
Често би овај трио прерастао у квартет доласком саксофонисте Дјуија Редмана.
Почетком седамдесетих, Кит Џарет одлази у Норвешку где формира квартет са Јаном Гарбареком на саксофону, Палеом Данијелсоном на басу и Јоном Кристенсеном на бубњевима.
Углавном пишући за јединствени Гарбареков глас, са овим квартетом Кит Џарет потписује албуме Belonging (1974), Personal Mountains (1979), My Song (1978) и Nude Ants (1979), док само са Гарбареком наставља сарадњу на албумима какав је и Luminessence из 1974. и Arbour Zena из (1975) .
Од средине осамдесетих година Кит Џарет наступа у џез трију са басистом Гаријем Пикоком и бубњарем Џеком Деџонетом. Овај трио је познат као „други амерички трио“ или „стандард трио“ јер репертоар за разлику од ауторског репертоара првог трија чине углавном џез стандарди.